# Nickelodeon Kids' Choice Awards 2012
Nickelodeon's Kids' Choice Awards 2012 foi a vigésima quinta edição da premiação anual realizada pela Nickelodeon. Foi ao ar em 31 de Março de 2012 nos Estados Unidos e no Canadá e em 1 de Abril do mesmo ano no Reino Unido, Irlanda, Austrália, Nova Zelândia, Áustria, Alemanha, Países Baixos e Bélgica. Na América Latina, a atração foi exibida apenas no dia 3 de Abril. A lista completa de indicados foi lançada em 11 de Janeiro de 2012 no site oficial da canal para votação popular. A votação neste ano foi recorde, ultrapassando os 223 milhões de votos, superando a votação do ano de 2011 que foi de 200 milhões e a de 2010, que foi de apenas 115 milhões de votos populares.
O apresentador deste ano foi o ator norte-americano Will Smith e a premiação ocorreu na Universidade do Sul da Califórnia, em Los Angeles. A audiência, segundo dados disponibilizados pelo Nielsen Ratings/share, foi de 6.2 milhões de telespectadores nos Estados Unidos, ficando abaixo da audiência do ano de 2011 que foi de 7.3 milhões. A direção-geral foi de Beth McCarthy-Miller, que dirige a atração desde o ano de 2008 e os produtores executivos foram Bob Bain, Marjorie Cohn e Paula Kaplan. Uma das novidades desta edição foram os prêmios regionais, que honraram os artistas da Ásia e do Brasil. Também houve um pré-show, que foi apresentado por Daniella Monet, Jeff Sutphen e Zach Sang. A grande vencedora da noite foi Selena Gomez com 2 troféus ganhos. A série Victorious ganhou o prêmio de melhor série, deixando todo o elenco muito alegre e animado. Ao fim da cerimônia, foi revelado que Cee Lo Green era a "voz misteriosa" e Justin Bieber encerou a premiação com um banho de Slime.

## Formato

### Pré-Show
O pré-show contou com a apresentação de Daniella Monet, Jeff Sutphen e Zach Sang, além da da apresentação de Keke Palmer e Max Schneider da canção "Me and You Against the World".

### Apresentadores
O ator Will Smith foi o apresentador principal da noite, porém, outros artistas anunciaram as categorias da premiação. Chris Colfer e Heidi Klum apresentaram juntos a primeira categoria. Após, várias celebridades subiram ao palco para apresentarem diversas categorias, são elas: Miranda Cosgrove, Robert Downey Jr., Andrew Garfield, Zac Efron, Jada Pinkett Smith, Josh Hutcherson, Jaden Smith, Keke Palmer, Nolan Gould, Ludacris, Jennette McCurdy, Cody Simpson, Nicki Minaj, Chris Rock, Emma Stone, Willow Smith e outros. A grande surpresa foi a participação da primeira-dama americana Michelle Obama na cerimônia e a entrega pela mesma do prêmio "Ajude seu mundo".

### Apresentações Musicais
A cerimônia contou com a participação musical de Katy Perry com a canção Part of Me do relançamento de Teenage Dream e da apresentação do grupo britânico One Direction com a canção What Makes You Beautiful. Durante a apresentação de Perry, ela simulou uma corte onde os plebeus dançavam a música acompanhando sua coreografia e no final, o rei era colocado na guilhotina e recebia uma torta no rosto da cantora. Na apresentação da boyband, o início foi em telas de LED onde os componentes se integravam no palco aos poucos. Durante essa performance, foi possível observar a atriz e cantora Victoria Justice e as cantoras Selena Gomez e Taylor Swift dançando a música juntas.

## Vencedores

### Televisão

#### Série de TV Favorita
Indicados: 
- iCarly
- Good Luck Charlie
- Victorious
- Wizards of Waverly Place

Resultado Vencedor: Victorious

#### Ator de TV Favorito
Indicados:
- Tim Allen como Mike Baxter em Last Man Standing
- Ty Burrell como Phil Dunphy em Modern Family
- Alex Heartman como Jayden em Power Rangers: Samurai
- Jake Short como Fletcher Quimby em Programa de Talentos

Resultado Vencedor: Jake Short

#### Atriz de TV Favorita
Indicados:
- Miranda Cosgrove como Carly Shay em iCarly
- Selena Gomez como Alex Russo em Wizards of Waverly Place
- Victoria Justice como Tori Vega em Victorious
- Bridgit Mendler como Teddy Duncan em Good Luck Charlie

Resultado Vencedor: Selena Gomez

#### Ator de reparto de TV Favorito
Indicados: 
- Nathan Kress como Freddie Benson em iCarly
- Jennette McCurdy como Sam Puckett em iCarly
- Jennifer Stone como Harper Finkle em Wizards of Waverly Place
- Jerry Trainor como Spencer Shay em iCarly

Resultado Venecedor: Jennette McCurdy

#### Reality Show Favorito
Indicados:
- American Idol
- America's Funniest Home Videos
- America's Got Talent
- Wipeout

Resultado Vencedor: Wipeout

#### Desenho Favorito
Indicados:
- Kung Fu Panda: Legends of Awesomeness
- Phineas e Ferb
- Scooby-Doo! Mystery Incorporated
- Bob Esponja

Resultado Vencedor: Bob Esponja

#### Ator de Cine Favorito
Indicados:
- Jim Carrey como Thomas "Tom" Popper Jr. en Mr. Popper's Penguins
- Johnny Depp como Jack Sparrow en Pirates of the Caribbean: On Stranger Tides
- Daniel Radcliffe como Harry Potter en Harry Potter and the Deathly Hallows – Part 2
- Adam Sandler como Jack/Jill Sadelstein en Jack & Jill

Resultado Vencedor: Adam Sandler

#### Atriz de Cine Favorita
Indicados:
- Amy Adams como Mary en The Muppets
- Kristen Stewart como Bella Swan en The Twilight Saga: Breaking Dawn - Part 1
- Sofia Vergara como Odile en The Smurfs
- Emma Watson como Hermione Granger en Harry Potter and the Deathly Hallows – Part 2

Resultado Vencedor: Kristen Stewart

#### Filme Animado Favorito
Indicados:
- Cars 2
- Kung Fu Panda 2
- Puss in Boots
- Rio

Resultado Vencedor: Puss in Boots

#### Dublador Favorito en um Filme Animado
Indicados:
- Antonio Banderas como O Gato de Botas e Puss in Boots
- Jack Black como Po en Kung Fu Panda 2
- Johnny Depp como Rango en Rango
- Katy Perry como Smurfette en The Smurfs

Resultado Vencedor: Katy Perry

### Música

#### Cantor Masculino Favorito
Indicados:
- Toby Keith
- Bruno Mars
- Usher
- Justin Bieber

Resultado Vencedor: Justin Bieber

#### Cantora Feminina Favorita
Indicados:
- Lady Gaga
- Selena Gomez
- Katy Perry
- Taylor Swift

Resultado Vencedor: Selena Gomez

#### Grupo Musical Favorito
Indicados:
- Big Time Rush
- Black Eyed Peas
- Lady Antebellum
- LMFAO

Resultado Vencedor: Big Time Rush

#### Canção Favorita
Indicados:
- Born This Way de Lady Gaga
- Firework de Katy Perry
- Party Rock Anthem de LMFAO
- Sparks Fly de Taylor Swift

Resultado Vencedor: Party Rock Anthem de LMFAO

### Esportes

#### Atleta Masculino Favorito
Indicados:
- Derek Jeter
- Michael Phelps
- Tim Tebow
- Shaun White

Resultado Vencedor: Tim Tebow

#### Atleta Feminina Favorita
Indicados:
- Kelly Clark
- Danica Patrick
- Serena Williams
- Venus Williams

Resultado Vencedor: Danica Patrick

### Outras Categorias

#### Big Help Award
- Taylor Swift

#### Livro Favorito
Indicados:
- Serie Diary of a Wimpy Kid
- Serie Harry Potter
- Serie Hunger Games
- Serie Crepúsculo

Resultado Vencedor: Serie Harry Potter

#### Jogo Electrónico Favorito
Indicados:
- Just Dance 3
- Lego Star Wars: The Complete Saga
- Mario Kart 7
- Super Mario Galaxy 2

Resultado Vencedor: Just Dance 3

#### Patea-Traseros Favorito
Indicados:
- Jessica Alba
- Tom Cruise
- Kelly Kelly
- Taylor Lautner

Resultado Vencedor: Taylor Lautner

#### Artista Brasileiro Favorito
Indicados:
- Julie e os Fantasmas
- Manu Gavassi
- NX Zero
- Restart (Vencedor)

#### Artista Latino Favorito
- Alfonso Herrera
- Danna Paola
- Dulce María
- Isabella Castillo (Vencedora)